# 澤村大輔
澤村 大輔（さわむら だいすけ、1991年8月6日 - ）は、日本の俳優、タレントである。長野県出身。

## 出演

### テレビドラマ
- リバースエッジ 大川端探偵社（テレビ東京、2014年）第8話
- 女はそれを許さない（TBS、2014年）第6話
- 三匹のおっさん2〜正義の味方、ふたたび!!〜（テレビ東京、2015年）第1話
- 仮面ライダードライブ（テレビ朝日、2015年）第31話・32話 - 藤木徹役[3]
- 刑事7人（テレビ東京、2015年）第7話
- 嫌われる勇気（フジテレビ、2017年）第6話-西村嘉之役
- お前はまだグンマを知らない 日本テレビ、2017年）第1話-第4話
- 精霊の守り人シーズン２〜悲しき破壊神〜（NHK、2017年）第9話

### 映画
- 恋の渦 （2014年、監督：大根仁） - タカシ役[1]
- TOKYO TRIBE （2014年、監督：園子温）
- 決められない男 （2014年、監督：山田彩香） - 主演
- バクマン （2014年、監督：大根仁）
- ピーチガール （2017年、監督：神徳幸治）
- 劇場版お前はまだグンマを知らない （2017年、監督：水野格）
- 無頼（2020年公開予定、監督：井筒和幸）

### CM
- サントリー「缶コーヒーBOSS」（2016年）

### ミュージック・ビデオ
- 渡辺美優紀 「やさしくするよりキスをして」（2014年）
- 音×AiR 「あの頃のままで」（2015年）
- スフィア 「一分一秒君と僕の」（2016年）
- Shiggy Jr. 「Beautiful Life」（2016年）
- バンドハラスメント「君がいて」（2016年）

### 舞台
- 大きな木の下で （2011年、ザムザ阿佐ヶ谷） - 写真部 役
- スノードームライフ（2011年、かもめ座）
- グレイテスト・ヒッツ・テラヤマ （2013年、作・演出：園子温）（ワタリウム美術館）
- Peach Boys （2014年、東京芸術劇場シアターウエスト）